# I Will Wait for You
I Will Wait for You är ett musikalbum från 2003 av jazzsångerskan Rigmor Gustafsson.

## Låtlista
1. Empty Hearts (Michael McDonald) – 4:00
2. Is It a Crime (Sade Adu/Stuart Matthewman/Andrew Hale) – 4:13
3. If You Go Away (Jacques Brel/Rod McKuen) – 4:51
4. Makin' Whoopee (Walter Donaldson/Gus Kahn) – 4:02
5. Fire and Rain (James Taylor) – 4:03
6. It Never Entered My Mind (Richard Rodgers/Lorenz Hart) – 5:47
7. Fever (John Davenport/Eddie Cooley) – 3:49
8. The Moon is a Harsh Mistress (Jimmy Webb) – 4:36
9. I Will Wait for You (Michel Legrand/Jaques Demy/Norman Gimbel) – 4:23
10. It's Been So Long (Rigmor Gustafsson/Lina Nyberg) – 4:44
11. Black Coffee (Sonny Burke/Paul Francis Webster) – 5:24
12. The More I See (Johan Norberg) – 5:07

## Medverkande
- Rigmor Gustafsson – sång
- Nils Landgren – trombon, sång
- Roberto Di Gioia – piano
- Lars Danielsson – bas
- Wolfgang Haffner – trummor
- Staffan Svensson – trumpet
- Fläskkvartetten – stråkar: 
  - Jonas Lindgren, Örjan Högberg, Mattias Hellden, Sebastian Öberg, Chrille Olsson

## Listplacering
| Lista (2003-2004) | Topplacering |
| ----------------- | ------------ |
| Sverige           | 39           |